# 8713 Azusa
8713 Azusa eller BT2 är en asteroid i huvudbältet som upptäcktes den 26 januari 1995 av de båda japanska astronomerna Kazuro Watanabe och Kin Endate vid Kitami-observatoriet. Den är uppkallad efter den japanske astronomen Kiichirō Furukawas dotter, Azusa Hurukawa.
Asteroiden har en diameter på ungefär 4 kilometer.